# Tineu Climent
Quint Tineu Clement (en llatí Quintus Tineius Clemens) va ser un magistrat romà del segle ii.
Va ser nomenat cònsol sota l'emperador Septimi Sever l'any 195, juntament amb Escàpula Tertul·le, segons la Digesta.

## Arbre familiar
|                                     |                                     |                                     |                                     |                                     |                                     |  |  | Quint Tineu Sacerdot Clement cònsol ordinari | Quint Tineu Sacerdot Clement cònsol ordinari | Quint Tineu Sacerdot Clement cònsol ordinari | Quint Tineu Sacerdot Clement cònsol ordinari | Quint Tineu Sacerdot Clement cònsol ordinari | Quint Tineu Sacerdot Clement cònsol ordinari |  |  |                                                       |                                                       |                                                       |                                                       |                                                       |                                                       |  |  |                                                       |                                                |                                                |                                                |                                                |                                                |  |  | Marc Pupiè Màxim senador ∞ Clòdia Pulcra                      | Marc Pupiè Màxim senador ∞ Clòdia Pulcra                      | Marc Pupiè Màxim senador ∞ Clòdia Pulcra                      | Marc Pupiè Màxim senador ∞ Clòdia Pulcra                      | Marc Pupiè Màxim senador ∞ Clòdia Pulcra                      | Marc Pupiè Màxim senador ∞ Clòdia Pulcra                      |  |  |                                   |                                   |                                   |                                   |                                   |                                   |  |  |                                      |                                      |                                      |                                      |                                      |                                      |  |  |  |  |  |  |  |  |  |  |  |  |  |  |  |  |  |  |  |  |  |  |  |  |  |  |  |  |
|                                     |                                     |                                     |                                     |                                     |                                     |  |  | Quint Tineu Sacerdot Clement cònsol ordinari | Quint Tineu Sacerdot Clement cònsol ordinari | Quint Tineu Sacerdot Clement cònsol ordinari | Quint Tineu Sacerdot Clement cònsol ordinari | Quint Tineu Sacerdot Clement cònsol ordinari | Quint Tineu Sacerdot Clement cònsol ordinari |  |  |                                                       |                                                       |                                                       |                                                       |                                                       |                                                       |  |  |                                                       |                                                |                                                |                                                |                                                |                                                |  |  | Marc Pupiè Màxim senador ∞ Clòdia Pulcra                      | Marc Pupiè Màxim senador ∞ Clòdia Pulcra                      | Marc Pupiè Màxim senador ∞ Clòdia Pulcra                      | Marc Pupiè Màxim senador ∞ Clòdia Pulcra                      | Marc Pupiè Màxim senador ∞ Clòdia Pulcra                      | Marc Pupiè Màxim senador ∞ Clòdia Pulcra                      |  |  |                                   |                                   |                                   |                                   |                                   |                                   |  |  |                                      |                                      |                                      |                                      |                                      |                                      |  |  |  |  |  |  |  |  |  |  |  |  |  |  |  |  |  |  |  |  |  |  |  |  |  |  |  |  |
|                                     |                                     |                                     |                                     |                                     |                                     |  |  |                                              |                                              |                                              |                                              |                                              |                                              |  |  |                                                       |                                                       |                                                       |                                                       |                                                       |                                                       |  |  |                                                       |                                                |                                                |                                                |                                                |                                                |  |  |                                                               |                                                               |                                                               |                                                               |                                                               |                                                               |  |  |                                   |                                   |                                   |                                   |                                   |                                   |  |  |                                      |                                      |                                      |                                      |                                      |                                      |  |  |  |  |  |  |  |  |  |  |  |  |  |  |  |  |  |  |  |  |  |  |  |  |  |  |  |  |
| Quint Tineu Climent cònsol ordinari | Quint Tineu Climent cònsol ordinari | Quint Tineu Climent cònsol ordinari | Quint Tineu Climent cònsol ordinari | Quint Tineu Climent cònsol ordinari | Quint Tineu Climent cònsol ordinari |  |  | Quint Tineu Ruf cònsol 182                   | Quint Tineu Ruf cònsol 182                   | Quint Tineu Ruf cònsol 182                   | Quint Tineu Ruf cònsol 182                   | Quint Tineu Ruf cònsol 182                   | Quint Tineu Ruf cònsol 182                   |  |  | Quint Tineu Sacerdot cònsol sufecte ∞ Volusia Laodice | Quint Tineu Sacerdot cònsol sufecte ∞ Volusia Laodice | Quint Tineu Sacerdot cònsol sufecte ∞ Volusia Laodice | Quint Tineu Sacerdot cònsol sufecte ∞ Volusia Laodice | Quint Tineu Sacerdot cònsol sufecte ∞ Volusia Laodice | Quint Tineu Sacerdot cònsol sufecte ∞ Volusia Laodice |  |  |                                                       |                                                |                                                |                                                |                                                |                                                |  |  | Pupiè Emperador romà (238) ∞ Sèxtia Cetegil·la                | Pupiè Emperador romà (238) ∞ Sèxtia Cetegil·la                | Pupiè Emperador romà (238) ∞ Sèxtia Cetegil·la                | Pupiè Emperador romà (238) ∞ Sèxtia Cetegil·la                | Pupiè Emperador romà (238) ∞ Sèxtia Cetegil·la                | Pupiè Emperador romà (238) ∞ Sèxtia Cetegil·la                |  |  |                                   |                                   |                                   |                                   |                                   |                                   |  |  | Marc Ulpi Leur senador               | Marc Ulpi Leur senador               | Marc Ulpi Leur senador               | Marc Ulpi Leur senador               | Marc Ulpi Leur senador               | Marc Ulpi Leur senador               |  |  |  |  |  |  |  |  |  |  |  |  |  |  |  |  |  |  |  |  |  |  |  |  |  |  |  |  |
| Quint Tineu Climent cònsol ordinari | Quint Tineu Climent cònsol ordinari | Quint Tineu Climent cònsol ordinari | Quint Tineu Climent cònsol ordinari | Quint Tineu Climent cònsol ordinari | Quint Tineu Climent cònsol ordinari |  |  | Quint Tineu Ruf cònsol 182                   | Quint Tineu Ruf cònsol 182                   | Quint Tineu Ruf cònsol 182                   | Quint Tineu Ruf cònsol 182                   | Quint Tineu Ruf cònsol 182                   | Quint Tineu Ruf cònsol 182                   |  |  | Quint Tineu Sacerdot cònsol sufecte ∞ Volusia Laodice | Quint Tineu Sacerdot cònsol sufecte ∞ Volusia Laodice | Quint Tineu Sacerdot cònsol sufecte ∞ Volusia Laodice | Quint Tineu Sacerdot cònsol sufecte ∞ Volusia Laodice | Quint Tineu Sacerdot cònsol sufecte ∞ Volusia Laodice | Quint Tineu Sacerdot cònsol sufecte ∞ Volusia Laodice |  |  |                                                       |                                                |                                                |                                                |                                                |                                                |  |  | Pupiè Emperador romà (238) ∞ Sèxtia Cetegil·la                | Pupiè Emperador romà (238) ∞ Sèxtia Cetegil·la                | Pupiè Emperador romà (238) ∞ Sèxtia Cetegil·la                | Pupiè Emperador romà (238) ∞ Sèxtia Cetegil·la                | Pupiè Emperador romà (238) ∞ Sèxtia Cetegil·la                | Pupiè Emperador romà (238) ∞ Sèxtia Cetegil·la                |  |  |                                   |                                   |                                   |                                   |                                   |                                   |  |  | Marc Ulpi Leur senador               | Marc Ulpi Leur senador               | Marc Ulpi Leur senador               | Marc Ulpi Leur senador               | Marc Ulpi Leur senador               | Marc Ulpi Leur senador               |  |  |  |  |  |  |  |  |  |  |  |  |  |  |  |  |  |  |  |  |  |  |  |  |  |  |  |  |
|                                     |                                     |                                     |                                     |                                     |                                     |  |  |                                              |                                              |                                              |                                              |                                              |                                              |  |  |                                                       |                                                       |                                                       |                                                       |                                                       |                                                       |  |  |                                                       |                                                |                                                |                                                |                                                |                                                |  |  |                                                               |                                                               |                                                               |                                                               |                                                               |                                                               |  |  |                                   |                                   |                                   |                                   |                                   |                                   |  |  |                                      |                                      |                                      |                                      |                                      |                                      |  |  |  |  |  |  |  |  |  |  |  |  |  |  |  |  |  |  |  |  |  |  |  |  |  |  |  |  |
|                                     |                                     |                                     |                                     |                                     |                                     |  |  |                                              |                                              |                                              |                                              |                                              |                                              |  |  | Tineia                                                | Tineia                                                | Tineia                                                | Tineia                                                | Tineia                                                | Tineia                                                |  |  | Tiberi Clodi Pupiè Pulcre Màxim cònsol sufecte        | Tiberi Clodi Pupiè Pulcre Màxim cònsol sufecte | Tiberi Clodi Pupiè Pulcre Màxim cònsol sufecte | Tiberi Clodi Pupiè Pulcre Màxim cònsol sufecte | Tiberi Clodi Pupiè Pulcre Màxim cònsol sufecte | Tiberi Clodi Pupiè Pulcre Màxim cònsol sufecte |  |  | Marc Pupiè Africà Màxim cònsol ordinari ∞ Cornèlia Marul·lina | Marc Pupiè Africà Màxim cònsol ordinari ∞ Cornèlia Marul·lina | Marc Pupiè Africà Màxim cònsol ordinari ∞ Cornèlia Marul·lina | Marc Pupiè Africà Màxim cònsol ordinari ∞ Cornèlia Marul·lina | Marc Pupiè Africà Màxim cònsol ordinari ∞ Cornèlia Marul·lina | Marc Pupiè Africà Màxim cònsol ordinari ∞ Cornèlia Marul·lina |  |  | Pupiena Sèxtia Paulina Cetegil·la | Pupiena Sèxtia Paulina Cetegil·la | Pupiena Sèxtia Paulina Cetegil·la | Pupiena Sèxtia Paulina Cetegil·la | Pupiena Sèxtia Paulina Cetegil·la | Pupiena Sèxtia Paulina Cetegil·la |  |  | Marc Ulpi Eubiot Leur cònsol sufecte | Marc Ulpi Eubiot Leur cònsol sufecte | Marc Ulpi Eubiot Leur cònsol sufecte | Marc Ulpi Eubiot Leur cònsol sufecte | Marc Ulpi Eubiot Leur cònsol sufecte | Marc Ulpi Eubiot Leur cònsol sufecte |  |  |  |  |  |  |  |  |  |  |  |  |  |  |  |  |  |  |  |  |  |  |  |  |  |  |  |  |
|                                     |                                     |                                     |                                     |                                     |                                     |  |  |                                              |                                              |                                              |                                              |                                              |                                              |  |  | Tineia                                                | Tineia                                                | Tineia                                                | Tineia                                                | Tineia                                                | Tineia                                                |  |  | Tiberi Clodi Pupiè Pulcre Màxim cònsol sufecte        | Tiberi Clodi Pupiè Pulcre Màxim cònsol sufecte | Tiberi Clodi Pupiè Pulcre Màxim cònsol sufecte | Tiberi Clodi Pupiè Pulcre Màxim cònsol sufecte | Tiberi Clodi Pupiè Pulcre Màxim cònsol sufecte | Tiberi Clodi Pupiè Pulcre Màxim cònsol sufecte |  |  | Marc Pupiè Africà Màxim cònsol ordinari ∞ Cornèlia Marul·lina | Marc Pupiè Africà Màxim cònsol ordinari ∞ Cornèlia Marul·lina | Marc Pupiè Africà Màxim cònsol ordinari ∞ Cornèlia Marul·lina | Marc Pupiè Africà Màxim cònsol ordinari ∞ Cornèlia Marul·lina | Marc Pupiè Africà Màxim cònsol ordinari ∞ Cornèlia Marul·lina | Marc Pupiè Africà Màxim cònsol ordinari ∞ Cornèlia Marul·lina |  |  | Pupiena Sèxtia Paulina Cetegil·la | Pupiena Sèxtia Paulina Cetegil·la | Pupiena Sèxtia Paulina Cetegil·la | Pupiena Sèxtia Paulina Cetegil·la | Pupiena Sèxtia Paulina Cetegil·la | Pupiena Sèxtia Paulina Cetegil·la |  |  | Marc Ulpi Eubiot Leur cònsol sufecte | Marc Ulpi Eubiot Leur cònsol sufecte | Marc Ulpi Eubiot Leur cònsol sufecte | Marc Ulpi Eubiot Leur cònsol sufecte | Marc Ulpi Eubiot Leur cònsol sufecte | Marc Ulpi Eubiot Leur cònsol sufecte |  |  |  |  |  |  |  |  |  |  |  |  |  |  |  |  |  |  |  |  |  |  |  |  |  |  |  |  |
|                                     |                                     |                                     |                                     |                                     |                                     |  |  |                                              |                                              |                                              |                                              |                                              |                                              |  |  |                                                       |                                                       |                                                       |                                                       |                                                       |                                                       |  |  |                                                       |                                                |                                                |                                                |                                                |                                                |  |  |                                                               |                                                               |                                                               |                                                               |                                                               |                                                               |  |  |                                   |                                   |                                   |                                   |                                   |                                   |  |  |                                      |                                      |                                      |                                      |                                      |                                      |  |  |  |  |  |  |  |  |  |  |  |  |  |  |  |  |  |  |  |  |  |  |  |  |  |  |  |  |
|                                     |                                     |                                     |                                     |                                     |                                     |  |  |                                              |                                              |                                              |                                              |                                              |                                              |  |  |                                                       |                                                       |                                                       |                                                       |                                                       |                                                       |  |  | Luci Clodi Tineu Pupiè Bas procònsol ∞ Ovínia Paterna |                                                |                                                |                                                |                                                |                                                |  |  |                                                               |                                                               |                                                               |                                                               |                                                               |                                                               |  |  |                                   |                                   |                                   |                                   |                                   |                                   |  |  |                                      |                                      |                                      |                                      |                                      |                                      |  |  |  |  |  |  |  |  |  |  |  |  |  |  |  |  |  |  |  |  |  |  |  |  |  |  |  |  |